# Лязгино (Томская область)
Ля́згино — деревня в Томском районе Томской области. Входит в состав Корниловского сельского поселения.
Почтовый индекс — 634538.

## География
Расстояние до центра сельского поселения — Корнилова — 4 км, до Томска — 11 км.

## Население
| 2002 | 2008 | 2009 | 2010 | 2011 | 2012 | 2013 |
| ---- | ---- | ---- | ---- | ---- | ---- | ---- |
| 123  | ↗135 | ↗146 | ↗149 | →149 | ↗153 | ↗164 |
| 2014 | 2015 | 2021 |      |      |      |      |
| ↗179 | ↗183 | ↗228 |      |      |      |      |

## Транспорт
В Лязгино ходят пригородные автобусные маршруты (следующие из Томска): № 124 и № 149А.

## Улицы
- Заречная
- Лесная
- Лесной переулок
- Нагорная
- Новая
- Полевая
- Речная
- Солнечная
- Центральная
- Школьная[11]

## Инфраструктура
В самом Лязгино есть кладбище и памятник павшим воинам. Рядом с деревней находится садово-дачное товарищество «Солнечный» и Лязгинский кедровник.